# 堀太郎
堀 太郎（ほり たろう、1917年12月25日 - 1995年11月17日 ）は、日本の経営者、銀行家。十八銀行頭取を務めた。

## 来歴・人物
京都府京都市出身。1943年に東京帝国大学経済学部経済学科を卒業し、同年に大蔵省に入省した。1968年7月に経済企画庁審議官、1970年7月に本州四国連絡橋公団理事、1973年6月に世界銀行日本代表理事兼大蔵省顧問兼外務省参与を経て、1976年12月に十八銀行に転じ、副頭取に就任し、1983年10月には頭取に昇格した。1990年2月には会長に就任。
1988年4月に勲三等旭日中綬章を受章。
1995年11月17日、心不全のために死去。77歳没。